# Estación de Lincoln (Transmetro)
La estación Lincoln es una de las estaciones del sistema Transmetro en Monterrey, México. Se encuentra localizada en el extremo poniente de la ruta Lincoln - Mitras - Ruiz Cortines - Valle Soleado, que anteriormente formaba parte del sistema conocido como Ecovía.
La estación Lincoln fue inaugurada el 28 de enero de 2014 como parte de la Ecovía y se mantuvo en operación bajo este sistema hasta el 25 de agosto de 2024. Al día siguiente, el 26 de agosto de 2024, la ruta fue absorbida por Metrorrey y convertida en Transmetro, bajo una nueva administración que conservó la infraestructura y las instalaciones originales de Ecovía.

## Iconografía
El ícono de la estación es un busto de Abraham Lincoln, en honor al presidente de los Estados Unidos, del cual toma su nombre. Esto se debe a que la estación está ubicada sobre la Avenida Abraham Lincoln, una de las principales arterias de Monterrey.

## Sitios de interés
Cerca de la estación Lincoln se encuentran varios puntos de interés, entre los que destacan:
- Club Deportivo Las Fuentes
- Plaza Ecovía